# Chiconi
Chiconi è un comune francese della collettività d'oltremare di Mayotte. Si trova sull'isola di Grande Terre. 

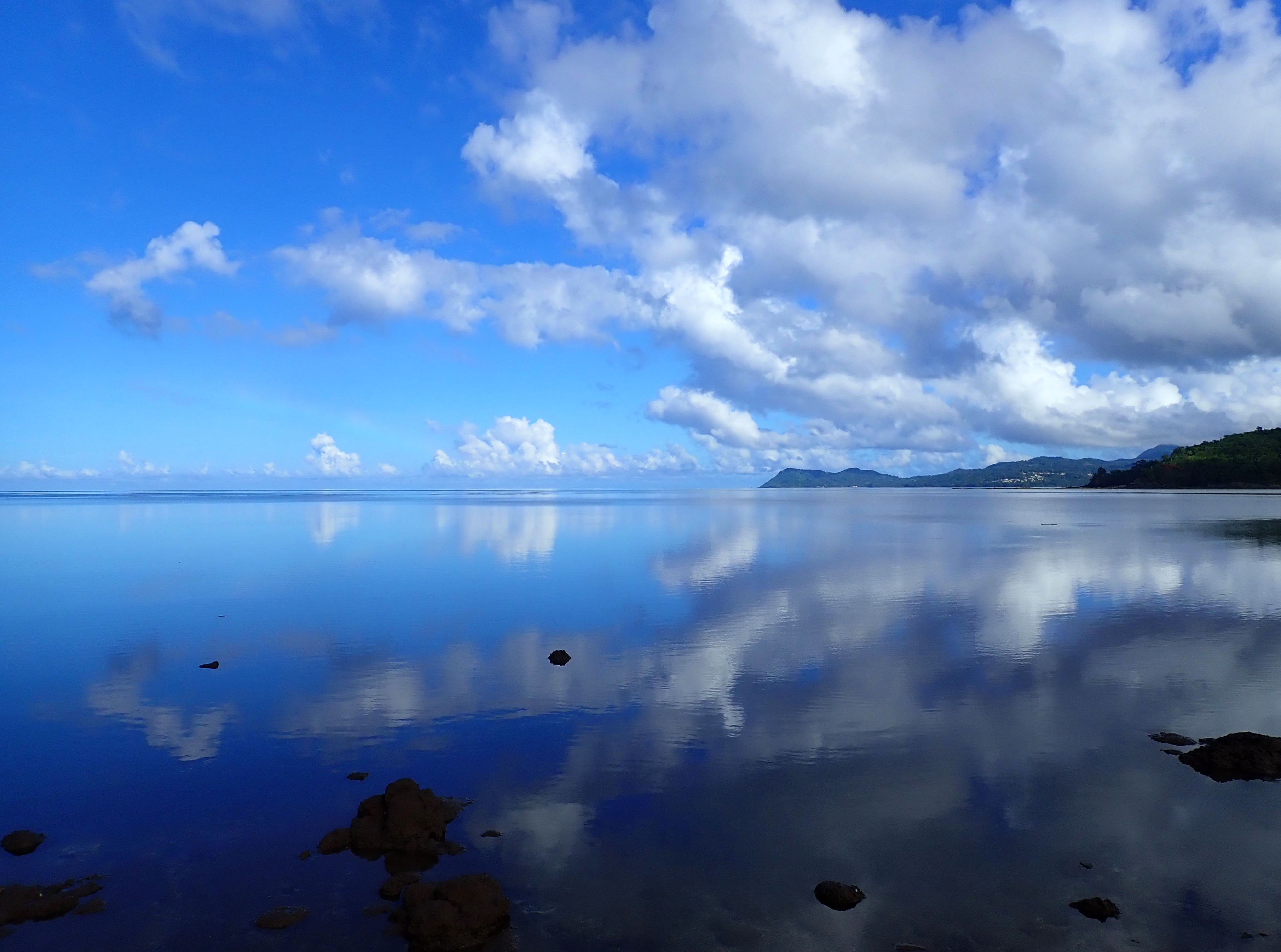
La spiaggia di Sohoa a marea bassa
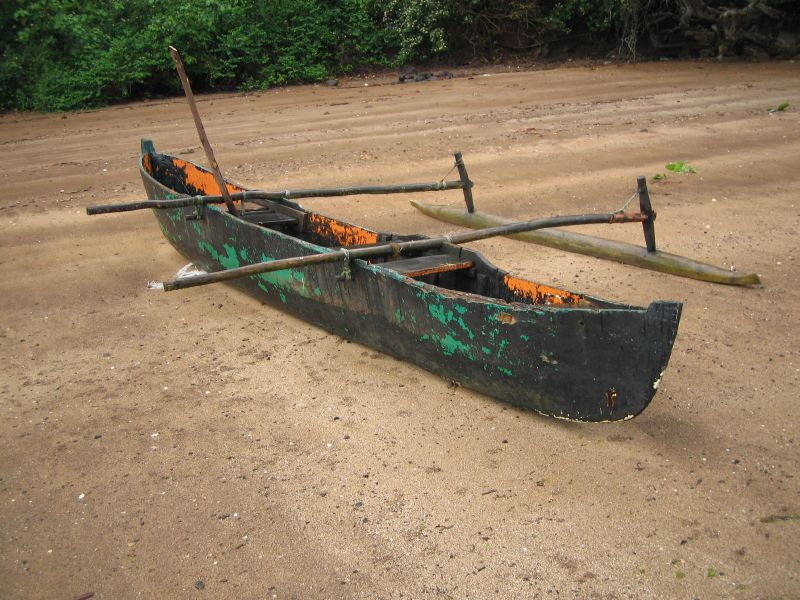
Piroga sulla spiaggia di Sohoa